# Publius Decius Mus (Konsul 312 v. Chr.)
Publius Decius Mus († 295 v. Chr. bei Sentinum) war ein Politiker der römischen Republik und viermaliger Konsul.
Das erste Konsulat bekleidete er 312 v. Chr. 310 v. Chr. diente er als Legat. In seinem zweiten Konsulat 308 v. Chr. errang er einen Sieg über die Etrusker. 306 v. Chr. war Decius magister equitum des Diktators Publius Cornelius Scipio Barbatus. Zusammen mit Quintus Fabius Maximus Rullianus (der auch sein Kollege im zweiten, dritten und vierten Konsulat war) wurde er 304 v. Chr. Zensor. Beide beseitigten die demokratischen Maßnahmen des Censors Appius Claudius Caecus. 297 v. Chr. war Decius zum dritten Mal Konsul und siegte bei Maluentum. Seine weiteren Siege lassen sich (auch bei Titus Livius) nicht klar unterscheiden. Sein Imperium wurde im folgenden Jahr prorogiert (verlängert). Von 300 v. Chr. bis zu seinem Tod war Decius Pontifex.
Sein viertes Konsulat bekleidete Decius 295 v. Chr. Er siegte zusammen mit Rullianus bei Sentinum gegen die Samniten und Senonen. In dieser Schlacht weihte er sich nach dem Vorbild seines gleichnamigen Vaters dem Tod (devotio), wie es auch sein gleichnamiger Sohn 279 v. Chr. getan haben soll.